# David Kilgour
David William Kilgour (18 de fevereiro de 1941 – Ottawa, 5 de abril de 2022) foi um ativista de direitos humanos, autor, ex-advogado e político canadense.
Kilgour se formou em economia pela Universidade de Manitoba em 1962 e em direito pela Universidade de Toronto em 1966. De procurador da coroa no norte de Alberta a ministro do Gabinete canadense, Kilgour encerrou seu mandato de 27 anos na Câmara dos Comuns do Canadá como um MP independente. No momento da aposentadoria, ele era um dos membros mais antigos do parlamento e um dos poucos que foram eleitos sob a bandeira Conservadora Progressista e liberal.

## Membro do Parlamento
Kilgour foi originalmente eleito membro do Partido Conservador Progressista do Canadá em 1979. No entanto, sua primeira tentativa de eleição, nas eleições federais de 1968, não teve sucesso. Ele concorreu novamente como conservador nas eleições de 1979 em Edmonton e foi membro do parlamento por cerca de 27 anos. Em outubro de 1990, junto com Pat Nowlan da Nova Escócia e Alex Kindy de Calgary, ele foi expulso do caucus nacional Conservador em protesto contra seu voto contra o Imposto sobre Mercadorias e Serviços. Kilgour sentou-se como independente por vários meses antes de se juntar aos liberais.

## Ativismo pela democracia
No Parlamento, ele foi ativo em grupos de oração e, em publicações em todo o país, ele falou especificamente sobre temas religiosos e política. Normalmente, seus tópicos têm sido perseguições religiosas e políticas globais. Atuou como membro do Queen's University Center for the Study of Democracy, como diretor do Conselho para uma Comunidade de Democracias (CCD) com sede em Washington, e como co-presidente dos Amigos Canadenses de um Irã Democrático, e em 2009 sediou um comício pró-democracia do Irã com a participação de aproximadamente 90 mil na França.

## Coleta de órgãos de praticantes do Falun Gong na China
Em 2006, surgiram alegações de que um grande número de praticantes do Falun Gong foram mortos pelo governo chinês para abastecer a indústria chinesa de transplante de órgãos. Junto com David Matas, ele divulgou o relatório Kilgour-Matas, que afirmava que "a fonte de 41 500 transplantes para o período de seis anos de 2000 a 2005 não é explicada" e "acreditamos que houve e continuam a haver hoje apreensões involuntárias em grande escala de órgãos de praticantes do Falun Gong". Em 2009, eles publicaram uma versão atualizada do relatório na forma de livro. Kilgour e Matas viajaram para cerca de cinquenta países para aumentar a conscientização sobre a situação.
Em 2012, State Organs: Transplant Abuse in China, editado por David Matas e o Dr. Torsten Trey, foi publicado com ensaios de seis profissionais médicos, além de Ethan Gutmann, David Matas e um ensaio co-escrito pelo próprio Kilgour. Ethan Gutmann entrevistou mais de cem testemunhas e estimou que 65 mil praticantes do Falun Gong foram mortos por seus órgãos de 2000 a 2008.

## Morte
Kilgour morreu em 5 de abril de 2022, aos 81 anos de idade, em Ottawa.